# 어거스틴 윌리엄스
어거스틴 윌리엄스(영어: Augustine Williams, 1997년 8월 3일 ~ )는 시에라리온의 프로 축구 선수로, USL 챔피언십 클럽인 피츠버그 리버하운즈와 시에라리온 국가대표팀에서 공격수로 활약하고 있다.

## 구단 경력

### 포틀랜드 팀버스
윌리엄스는 2016년 8월 3일, 유나이티드 사커 리그 팀 포틀랜드 팀버스 2에 합류했다. 또한 2017년 6월 13일, 시애틀 사운더스 FC와의 US 오픈컵 대회에서 포틀랜드 팀버스 소속으로 데뷔하여 2-1로 패한 경기에서 포틀랜드의 유일한 골을 넣었다.

### LA 갤럭시
포틀랜드에서 두 시즌을 보낸 후, 윌리엄스는 2019년 1월 28일에 LA 갤럭시 II에 합류했다. 2021년 4월 30일, 그는 LA 갤럭시 시니어 로스터로 승격되었다. 그러나 8월에 그는 USL 챔피언십의 샌디에이고 로열 SC와 임대 계약을 체결했다.
2021 시즌이 끝난 후, 갤럭시는 윌리엄스의 계약 옵션을 거절했다.

### 인디 일레븐
윌리엄스는 2024년 USL 챔피언십 시즌을 앞두고 2024년 1월 24일, USL 챔피언십 클럽 인디 일레븐과 계약했다. 그는 시즌 첫 리그 경기에서 3월 9일, 오클랜드 루츠 SC와의 원정 경기에서 2-1로 패배하며 클럽 데뷔 전을 치렀다. 윌리엄스는 3월 23일, 새크라멘토 리퍼블릭 FC와의 홈 데뷔 전에서 1-1 무승부를 기록하며 인디 일레븐의 첫 골을 기록했다.
윌리엄스는 4월 20일, 콜로라도스프링스 스위치백스 FC와의 1-1 무승부 경기에서 클럽의 두 번째 골을 넣었다. 윌리엄스는 5월 12일, 마이애미 FC와의 리그 경기에서 3-1로 승리하며 두 골을 넣었다.

### 피츠버그 리버하운즈
2025년 1월 27일, USL 챔피언십 클럽 피츠버그 리버하운즈는 2025년 USL 챔피언십 시즌을 앞두고 윌리엄스와 1년 계약을 체결했으며, 추가로 1년 옵션이 있다고 발표했다.

## 국가대표팀 경력
윌리엄스는 2021년 6월 15일, 베냉과의 2021년 아프리카 네이션스컵 예선 경기에서 시에라리온 국가대표팀에 데뷔했다. 2021년 12월 30일, 윌리엄스는 존 케이스터의 2021년 아프리카 네이션스컵 최종 28인 명단에 이름을 올렸다. 그는 2022년 9월, 남아프리카 공화국과 콩고 민주 공화국을 상대로 한 친선 경기에 다시 소집되어 두 경기 모두 출전했다. 윌리엄스는 2022년 11월 19일, 알제리 국가대표팀과의 경기에서 또 한 번 선발 출전했다.